# Военная интервенция США в Сибири
Борьбу Деникина и Колчана, Юденича и Врангеля против революции в России империалисты были склонны изображать, как борьбу исключительно внутреннюю. Но мы все знали, и не только мы, но и весь мир знал, что за спиной этих контрреволюционных русских генералов стояли империалисты Англии и Америки, Франции и Японии, без поддержки которых серьёзная гражданская война в России была бы совершенно невозможна.
Представители Англии, Франции и Японии не только не отрицали, но даже хвастали своими усилиями, направленными на уничтожение большевизма. Англия, Франция и Япония всегда имели своей целью нанесение любого возможного ущерба большевикам. Местная проколчаковская печать утверждала, что я защищаю большевиков, тогда как я старался не враждовать ни с одной из русских группировок. Я выполнял приказы правительства США, а не пожелания генерала Нокса.
Военная интервенция США в Сибири — военное вмешательство Северо-Американских Соединённых Штатов во внутренние дела России на Дальнем Востоке и Сибири во время Гражданской войны с 16 августа 1918 года по 23 апреля 1920 года. Официальным основным предлогом для американской интервенции являлось оказания помощи чехословацкому корпусу, который находился в тот момент на пути во Владивосток.       
В отечественной истории вопросы, связанные с интервенцией Антанты, длительное время рассматривались односторонне — интервенция носила захватнический характер с целью овладения природными ресурсами России, отторжение части территории и превращение её в колонию. При появлении бо́льших возможностей и научной свободы для более глубокого анализа проблемы появилась другая альтернативная точка зрения. В 1990-е годы появились исследования, освещающие действия американцев ссылаясь на новые открывшиеся документы. Решение об интервенции в Россию принималось при продолжавшейся войне с Германией. Выход Советской России из войны и заключение Брестского мира подталкивало страны Антанты на поддержку различных политических сил, противостоящих большевикам, для продолжения участия России в войне на восточном фронте. Основные силы Франции и Великобритании были задействованы на западном фронте. Поэтому их взоры были устремлены в сторону Японии, которая вынашивала планы создания «Дай Ниппона» («Дай» — великий, «Ниппон» — Япония) — Великой Японии с включением в свой состав Уссурийского края. Между США и Японией в мировой политике существовали антагонистические противоречия. Соединённые Штаты, в отличие от японской экспансии, настаивали на принципе «открытых дверей» на Дальнем Востоке и в Китае. Оказывая военно-техническую и моральную помощь белогвардейцам, страны Антанты не признали во время гражданской войны в России никого из лидеров Белого движения в качестве общенационального. По мнению некоторых исследователей, в годы Гражданской войны в России страны Антанты не оказали Белому движению той поддержки, на которое оно рассчитывало.
6 июля 1918 года государственным секретарём Америки Робертом Лансингом был предложен и 3 августа опубликован официальный меморандум об условиях участия США в интервенции в Россию. Япония, относительно американских предложений, выступила с другой точкой зрения — использовать интервенцию в Сибирь с целью обеспечения экономического влияния в регионе и контроля природных ресурсов. Цели у участников интервенции были различны и поддержка контрреволюционных антибольшевистских сил не являлась главнейшей.

## Предыстория
Северо-Американские Соединённые Штаты (США) вступили в Первую мировую войну 6 апреля 1917 года. До этого они сохраняли нейтралитет. До войны Соединённые Штаты являлись страной, ввозившей капиталы из Европы и были должны европейским странам 6 млрд долларов. В ходе войны они полностью погасили все свои долги и ссудили странам блока Антанты 10 млрд долларов. К концу войны США, нажившись на военных поставках, стали самой могущественной капиталистической державой и начали стремиться к мировому господству.

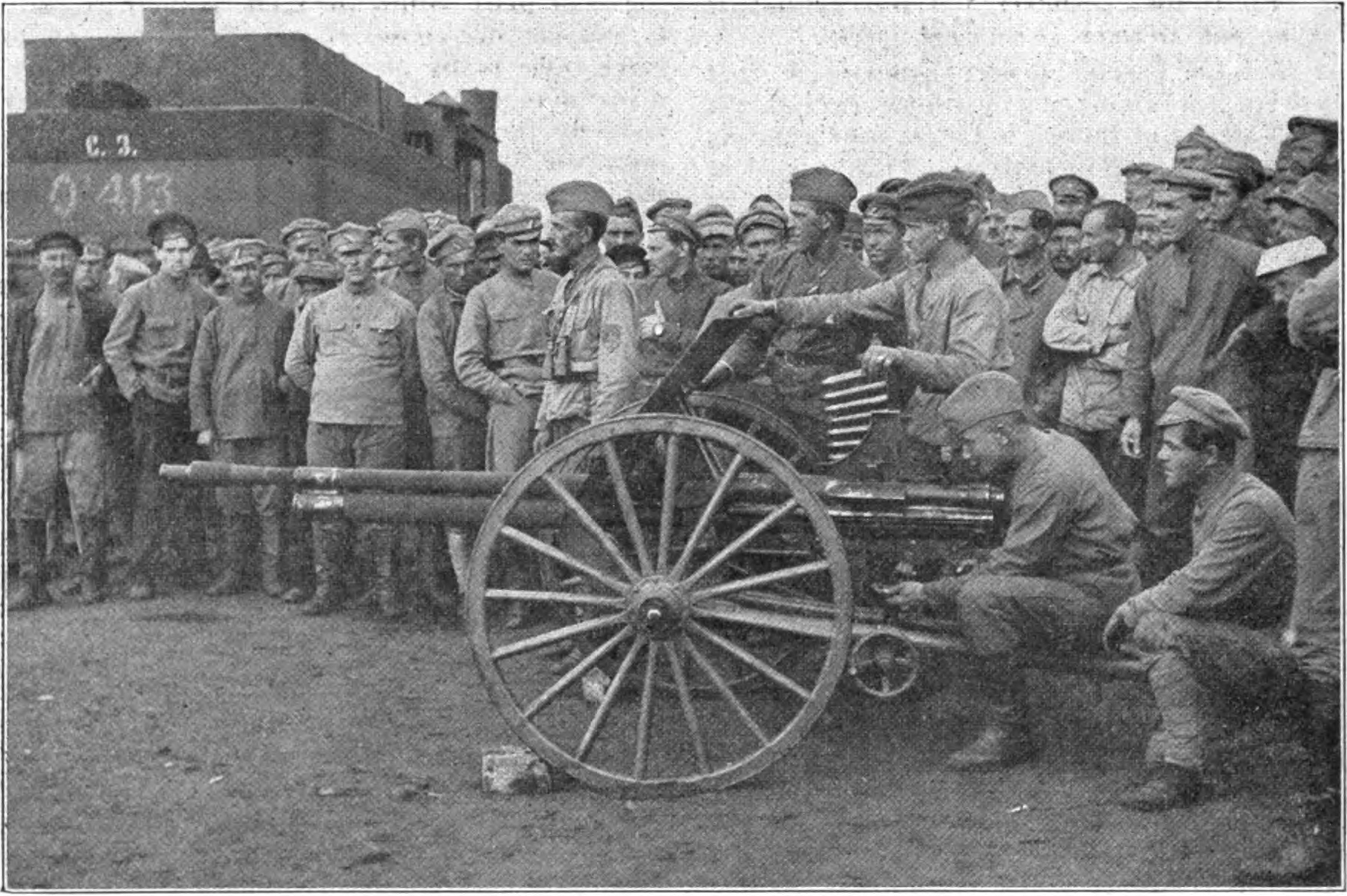
Солдаты Чехословацкого легиона в России. 1918 год.

В начале февраля 1918 года во Владивостокском порту находилось четыре иностранных военных корабля: американский, английский и два японских. 29 марта эсеро-меньшевистской городской думой было опубликовано заявление, в котором она заявила о своей неспособности поддерживать порядок в городе. Этот документ специально был рассчитан на создание повода для высадки иностранного десанта. Японский и английский десант высадились во Владивостоке 5 апреля 1918 года. Это был первый акт военной иностранной интервенции на Дальнем Востоке. Следующим актом стал инспирированный англо-франко-американским правительством мятеж чехословаков. Движение эшелонов с чехословацкими воинскими частями по Транссибирской железной дороге, ведущей к Тихому океану, для переброски корпуса на Западный фронт началось в конце марта 1918 года. В апреле 1918 года в здании французского посольства в Москве на  совещании военных представителей Антанты с участием белогвардейских генералов был выработан план мятежа чехословацких войск. В апреле во Владивостоке был раскрыт контрреволюционный заговор, целью которого являлось свержение советской власти, отторжение Сибири и Дальнего Востока от России с установлением там полуколониального режима под протекторатом США. Временным Сибирским правительством под руководством председателя Петра Дербера был опубликован программный документ, в котором эсеры
обращались к США с просьбой начать военную интервенцию и предлагали американцам взять на себя управление Сибирской и Китайско-Восточной дорогами, а также послать войска для захвата Владивостока, Приморья и Забайкалья вплоть до Иркутска.
Первое открытое выступление чехословаков против советской власти произошло 17 мая в Челябинске. 25 мая они овладели Марьинском. 28 мая был захвачен Нижнеудинск, 29 мая — Канск и Пенза, 31 мая — Петропавловск и Томск, в июне захвачены Самара, Курган, Омск. Готовя высадку своих войск во Владивостоке, Соединённые Штаты ждали момента начала активных действий Владивостокской группы чехословаков, представлявшая собой 14 тысяч вооружённых людей. 29 июня началось выступление чехословаков. В тот же день командующий Тихоокеанской эскадрой США адмирал Найт высадил отряд американских моряков. Советская власть была свергнута во Владивостоке. 6 июля на улицах города были расклеены прокламации, извещавшие о взятии Владивостока под международный протекторат. От имени США прокламацию подписал адмирал Найт.
Так как чехословацкий корпус являлся частью французской армии, то, начав своё выступление, чехословаки присоединились к войскам интервентов, на тот момент уже действовавщих в России. Чехословацкий корпус был втянут в военные действия против советской власти из-за политических интриг руководства Антанты и правительства большевиков. Эдвард Бенеш так писал впоследствии о мятеже Чехословацкого корпуса: «Для меня самым важным было то, что наша армия в России являлась для союзников просто пешкой на шахматной доске, впрочем, весьма весомой».

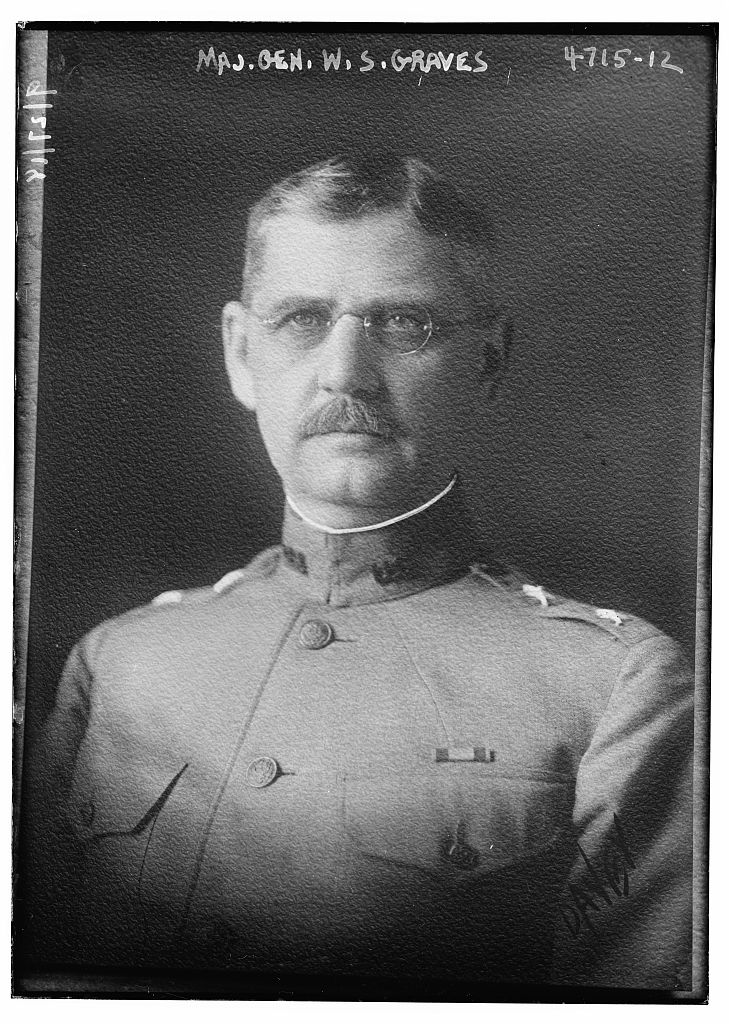
Уильям Грейвс, командовавший американскими экспедиционными силами.

Представители правительств Франции и Англии долго уговаривали президента США Вудро Вильсона принять участие в интервенции на территорию бывшей Российской империи. По признанию американского военного министра Ньютона Бейкера вторжение США на Дальний Восток было связано с нежеланием усиления Японии в регионе. Летом 1918 года российскому посланнику Борису Бахметьеву было заявлено, что в Россию будет направлен экспедиционный корпус, который возглавит генерал Грейвс и, что данный акт направлен на демонстрацию желания США участвовать в защите дальневосточных территорий от Японии. Японские военные корабли появились во Владивостокской бухте Золотой Рог 12 декабря 1917 года. Но десант в город не был высажен, так как американская сторона направила Японии решительный протест и уже через несколько дней рядом с японскими кораблями встал на якорь американский военный фрегат. С этого времени действия обеих сторон находились под взаимным контролем.
6 июля 1918 года вопрос об интервенции американских войск обсуждался на совещании в Белом доме. Вопрос о вторжении был уже заранее предрешён и решение о вооружённой
интервенции было принято. Американские войска посылались в Сибирь. Район действий американских войск ограничивался Дальним Востоком. В решении от 6 июля войскам США отводилась организация бесперебойного снабжения чехов, владивостокская группа которых должна была соединиться с чехословацкими войсками, наступавшими из Сибири. Численность экспедиционных войск должна была составлять 7 тысяч. Для прикрытия захватнического характера своих действий от имени правительства Соединённых Штатов опубликовывалось официальное заявление о том, что задачей военной экспедиции на Дальний Восток являлось оказание помощи чехословакам в борьбе с вооружёнными немецкими и австрийскими военнопленными, угрожающих захвату Сибирской железной дороги. Экспедиция в Россию в этом случае приобретала видимость нанесения удара по врагам — Германии и Австро-Венгрии. 2 августа военное министерство приказало генералу Уильяму Грейвсу приготовиться к поездке в Россию. 3 августа американское правительство официально опубликовало в Вашингтоне декларацию (меморандум) об отправке войск на Дальний Восток. Во Владивосток отправлялись 27-й и 31-й пехотные полки, рота телеграфного батальона, санитарная рота и полевой госпиталь, располагавшиеся на Филиппинах. К ним добавлялись пять тысяч солдат из 8-й дивизии, расположенной в Калифорнии. С 3 августа во Владивостоке стали высаживаться английские и французские войска. 11 августа во Владивостокский порт вошли первые транспортные корабли с японскими войсками.

## Официальная декларация США от 3 августа 1918 года
- Интервенция является способом использования России для возможности нанесения удара Германии с востока и не является формой оказания ей помощи;

- интервенция не избавит русский народ от переживаемых им бед и его ресурсы уйдут на поддержание иностранных войск, а не на создание своей армии;

- правительство Соединённых штатов считает, что военные действия в России допустимы только для помощи чехословакам;

- единственной законной целью, для осуществления которой могут быть применены американские войска во Владивостоке является охрана военных складов, которые впоследствии могут пригодиться русским войскам для их собственной самозащиты;

- правительство Соединённых штатов заявляет, что настоящий меморандум не следует рассматривать другими союзными правительствами, объединившимися в борьбе против Германии, в выборе их политической линии и предпринимаемых действий;

- правительство надеется выполнить планы по охране тыла чехословаков, наступающих со стороны Владивостока;

- интервенция не направлена против политического суверенитета России, не стремится к вмешательству во внутренние дела и к нарушению её территориальной цельности;

- целью всех объединившихся держав является оказание такой помощи, которая будет соответствовать стремлениям русского народа вновь вернуть себе руководство своими делами, осуществить свою власть на своей территории и распоряжаться своею собственной судьбой;

- Иркутск был назван предельным пунктом продвижения японских войск в глубь Сибири.

## Вторжение американских войск

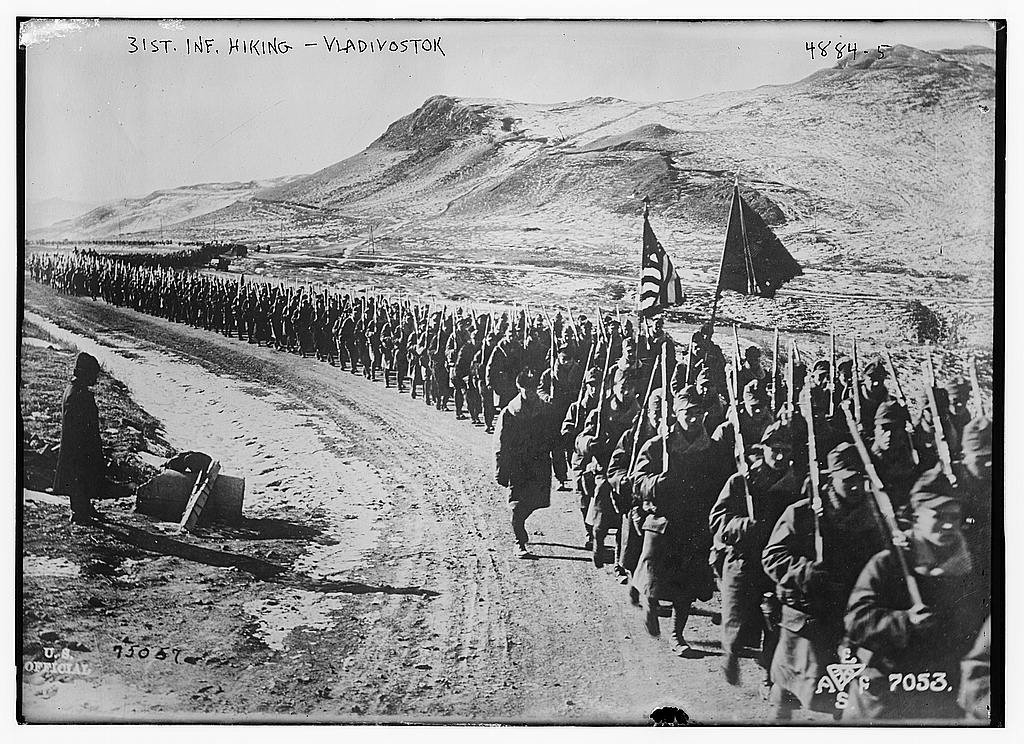
Американские солдаты 31-го пехотного полка под Владивостоком. Апрель 1919 года.

16 августа 1918 года во Владивостоке высадился 27-й американский пехотный полк, прибывший из Манилы, через несколько дней — 31-й пехотный полк. 1 сентября прибыл генерал Грэйвс. Войскам интервентов совместно с чехами и белогвардейцами удалось сломить сопротивление вооружённых отрядов Красной Армии. Сразу после высадки десанта Соединённые Штаты начали предпринимать меры, направленные на полный захват железнодорожной сети Дальнего Востока. Но японское командование, имея преимущество в вооружённых силах, устанавливало свои порядки на железных дорогах в местах расположения японских гарнизонов. В январе 1919 года США и Япония пришли к соглашению о совместном надзоре за железными дорогами Дальнего Востока ― КВЖД и Транссибом. Управление дорогами передавалось межсоюзному комитету интервентов. Председателем комитета был назначен представитель правительства Колчака. Охранять железные дороги поручалось военным силам интервентов. В апреле 1919 года командующие войсками интервентов определили сферы влияния на железных дорогах Дальнего Востока и распределили участки для несения охраны. Японии досталась Амурская железная дорога, часть Уссурийской (от Никольска Уссурийского до Спасска и от Губерова до Хабаровска), значительная часть Забайкальской железной дороги (от станции Маньчжурии до Верхнеудинска). США получили участки Уссурийской железной дороги (от Владивостока до Никольска и от Спасска до Уссури), Сучанскую ветку и часть Забайкальской железной дороги (от Верхнеудинска до Байкала). В Харбин был отправлен гарнизон американских военных в количестве одной тысячи человек. Китайско-Восточная железная дорога и часть Уссурийской (от Уссури до Губерова) формально отошла под контроль Китая, но фактически контролировалась американскими и японскими империалистами.
В 1919 году американцы потребовали от Колчака предоставить им неограниченные права на эксплуатацию природных богатств Камчатки и прилегающих районов, а также предоставления фирмам концессий на строительство железных дорог в Сибири и на Дальнем Востоке. Всесибирский союз земств и городов (Сибземгор) вёл переговоры с деловыми кругами США относительно широкого привлечения в Сибирь американского капитала. Сибземгор намеревался получить от американцев многомиллионные кредиты с предоставлением Соединённым Штатам права на строительство заводов, фабрик и электростанций. США старались использовать белогвардейский режим для превращения восточных районов России в колониальную зависимость от США.

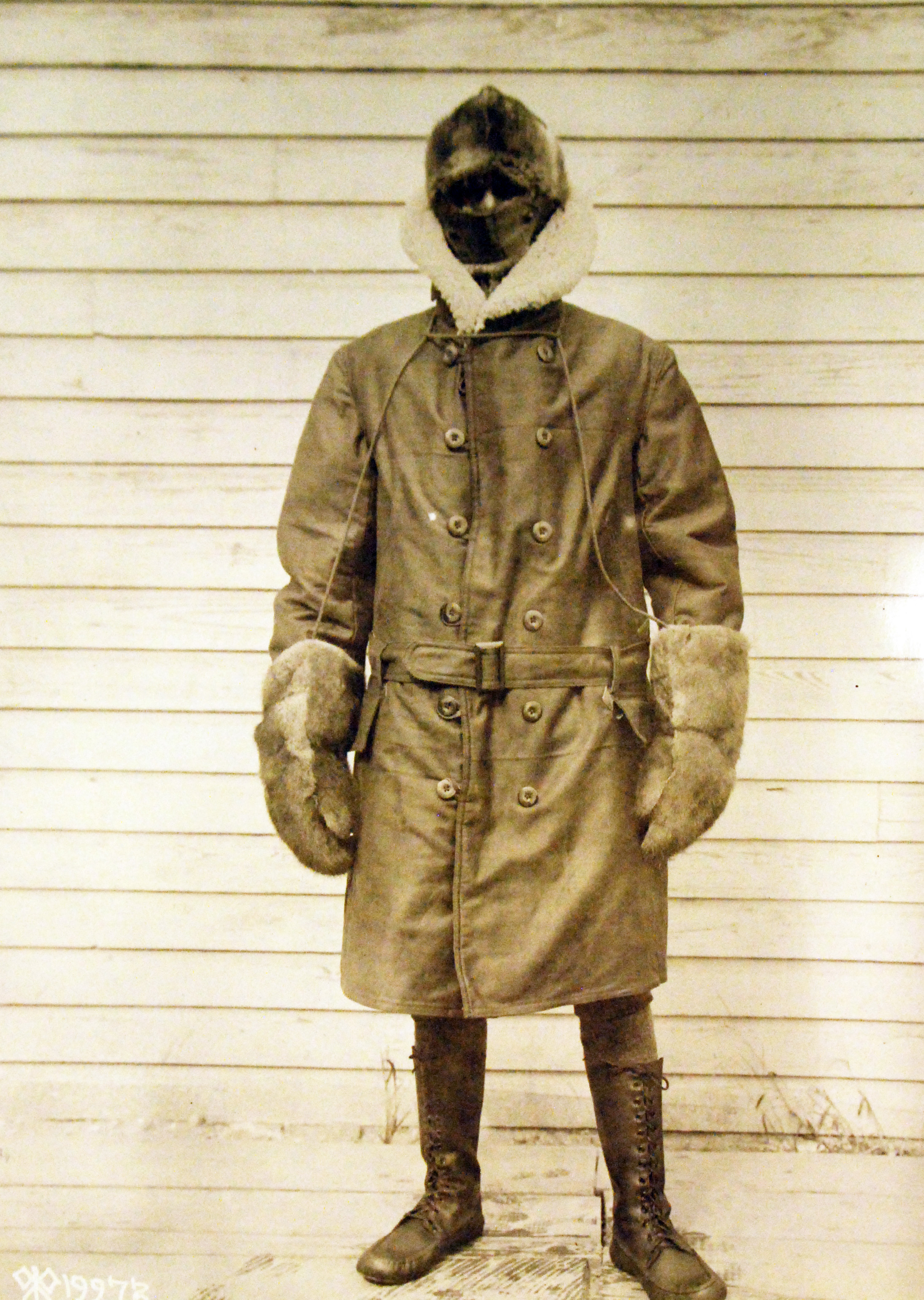
Одежда американских экспедиционных войск.

Французы и англичане так отзывались о поведении американцев на Дальнем Востоке: «Они высадились на берег и сохраняли пассивность во Владивостоке до получения новых инструкций. В силу каких-то причин такие инструкции вовсе не поступали, и американцы бездействовали во Владивостоке на протяжении всего периода гражданской войны в Сибири. Лишь несколько небольших подразделений покидали город; американская интервенция заключалась в основном во вмешательстве в экономические вопросы».
В 1919 году конфронтация между Грейвсом и японскими представителями усилилась. В докладе директору военной разведки в Вашингтоне офицер американской разведки подполковник Р. Л. Эйкелбергер указывал об активной антиамериканской пропаганде Японии, обвиняющей американцев в недостойных поступках и в пробольшевистских симпатиях и, что на генерала Грейвса со стороны Японии оказывалось определённое давление с целью изменения его политики для вмешательства во внутренние дела России. Позиция Грейвса находилась в противоречивом состоянии и с политикой американского Государственного департамента, который был настроен на решительную поддержку белого движения. Грейвс не питал особых чувств ко всему белому движению и отказывался признавать атаманов Калмыкова, который часто  нарушал данное им слово и совершал множество незаконных актов и зверств по отношению к людям, проживавшим на контролируемой им территории, и Семёнова, считая его «убийцей, грабителем и самым презренным негодяем», который «не продержался бы в Сибири и недели, если бы не протекция Японии» и, который совершал нападения также на чехословаков и на американцев. Казаки Семёнова жили поборами, грабежами и деньгами, полученными от японцев. После покушения на атамана Семёнова в иркутском цирке, были расстреляны 50 рабочих железнодорожных мастерских.
Генерал Грейвс писал, что Соединённые Штаты при помощи своих вооружённых сил помогли продержаться непопулярному и монархически настроенному правительству Колчака и приняли участие в попытке свержения Советской власти в России и, что американские войска находятся в Сибири прежде всего для оказания поддержки Колчаку, обеспечивая для него свободное движение по всей Сибирской железной дороге.

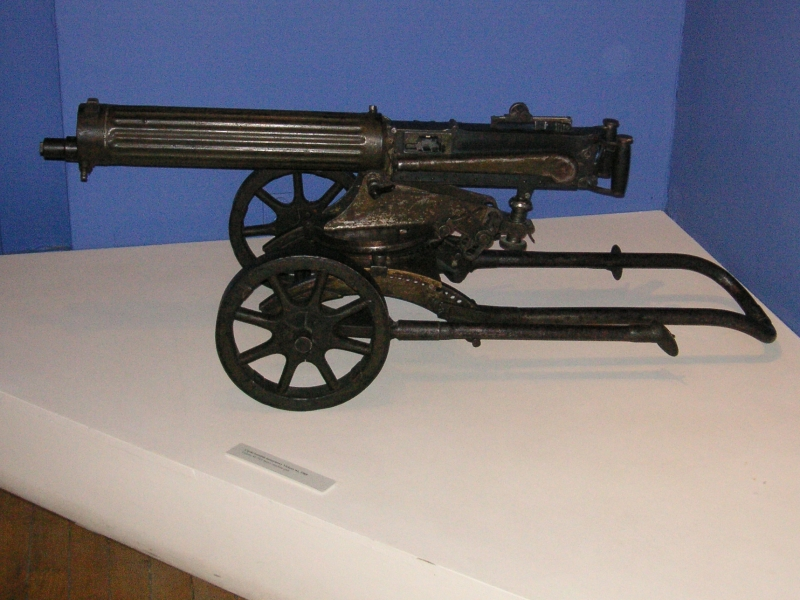
Станковый пулемёт «Виккерс».

## Численность и военное снаряжение

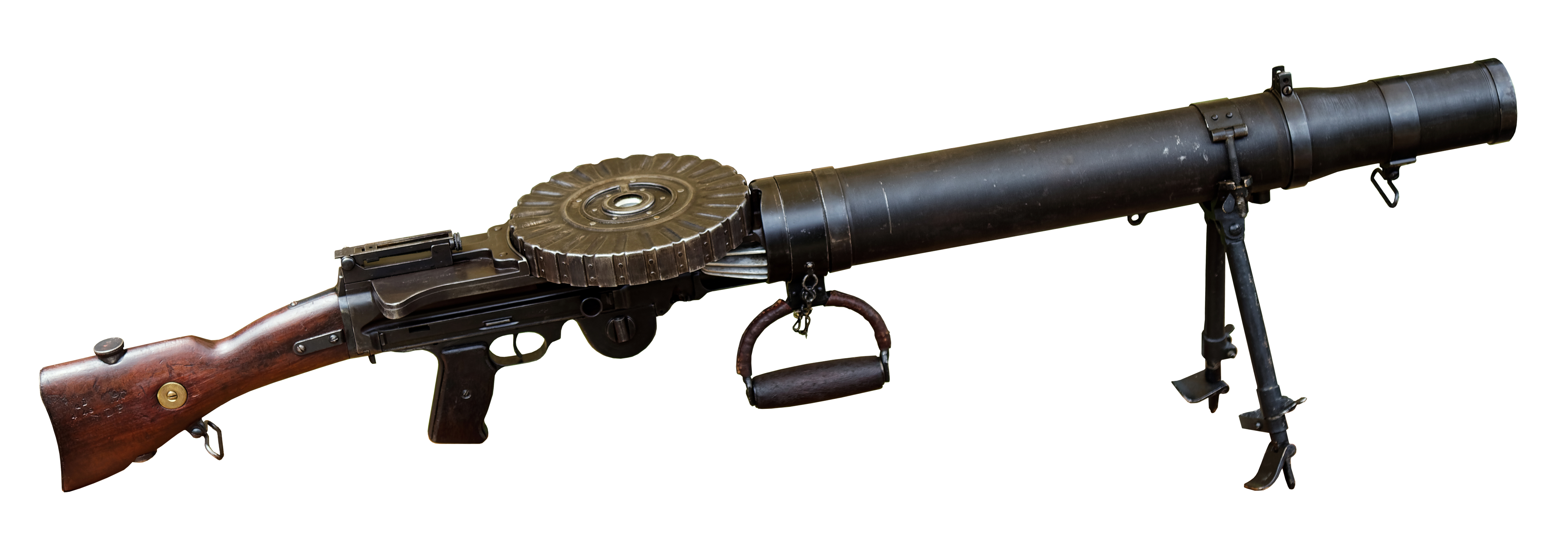
Ручной пулемёт системы Льюиса.

Общая численность американских войск на Дальнем Востоке составляла 9 тыс. человек, в том числе из 27-го и 31-го полков 3 тыс., из 8-й пехотной дивизии — 5 тыс. Это был второй по численности контингент после Японии. Войска имели на вооружении магазинные винтовки образца 1903 года компаний Винчестер и Спрингфилд, 7,62-мм винтовки Мосина-Нагана образца 1891 года американского производства, 11,4-мм пистолеты Кольта и револьверы Уэлби 6-й модели, 7,62-мм станковые пулеметы Кольта и Виккерса, 7,71-мм британские ручные пулеметы системы Льюиса. Войска, отправляемые в Россию, снабжались тёплым обмундированием: британскими меховыми шапками, рукавицами, шубами, утеплёнными кожаными жилетами.

## Отношения партизан и американских интервентов
Весной — летом 1919 года на юге Приморья активизировалось партизанское движение. В этом регионе американские войска охраняли Сучанские угольные рудники и железнодорожную ветку, по которой уголь транспортировался во Владивостокский порт. От поставок угля зависело бесперебойное снабжение союзников. Отношение к партизанам у американцев отличалось от отношения других интервентов. Грейвс писал, что использование войск для борьбы с большевиками несовместимо с принципом невмешательства во внутренние дела России. Сохранившиеся упоминания как российских политиков и военных (П. В. Вологодского, К. В. Сахарова, И. И. Сукина), так и представителей интервенции (Д. Уорда) указывают даже на прямую поддержку американцев партизанских отрядов. Американские военные старались избегать прямых столкновений с красными партизанами и часто вступали с их командирами в прямые переговоры. Договорённости были просты: партизаны не трогают американцев и не портят железнодорожный Сучанский путь и американцы не нападают на партизан, считая их действия внутренними делами различных политических групп и партий. Кроме этого американские военнослужащие часто продавали партизанам оружие, боеприпасы и обмундирование. Американцы стремились поддерживать нейтралитет с партизанами, не ввязываясь с ними в какие-либо боевые действия, избегали кровопролития и тем самым облегчали своё существование. 25 мая 1919 года на станции Свиягино белогвардейцами было перехвачено письмо командира 31-го пехотного полка капитана И. Е. Фентриса к командиру партизанского отряда, в котором американский офицер просил партизан заранее уведомлять о своём появлении на станции и не разрушать железную дорогу. Тогда партизаны встретят «мирное и дружеское отношение» американцев. Имея значительно меньший воинский контингент, чем Япония, США через свои войска пытались препятствовать росту японского влияния в Дальневосточном регионе. Американские части были оснащены качественным военным снаряжением и оружием, что являлось причиной нападения партизан на американских военнослужащих с целью завладения этим оружием. Поэтому американо-партизанские отношения не всегда носили мирный характер.
В начале лета 1919 года Владивостокским подпольем РКП(б) был назначен новый командующий партизанскими отрядами Сергей Лазо. С. Лазо стремился к централизованному подчинению всех партизанских отрядов и ограничению их излишней самостоятельности. Было принято решение провести крупную войсковую операцию против интервентов и белогвардейцев. С американскими войсками серьёзное столкновение произошло 24 июня в селе Романовка. В результате чего американцы потеряли 19 человек убитыми и 27 ранеными. После нападений американские, японские и белогвардейские части провели противопартизанскую операцию, в результате которой партизаны понесли большие потери, часть отрядов была распущена, а остатки были вытеснены в глухие таёжные районы. После летнего поражения партизан их активные действия не велись до декабря 1919 года, а в лице американских военнослужащих они получили активного противника вместо пассивных наблюдателей. После лета 1919 года наступило относительное затишье в действиях приморских партизан и враждебные отношения с американцами вновь улучшились и оставались такими до ухода американских войск с Дальнего Востока.
Председатель ЦИК СССР М. И. Калинин, в своём выступлении в 1923 году во Владивостоке отмечал о «своеобразном характере» американской интервенции и, что «американское правительство не искало здесь территориальных завоеваний», а в будущем намеревалось «развить здесь свои коммерческие дела».

## Крах Омского правительства
Союзнические войска, осуществляя боевые операции в Сибири и на Дальнем Востоке, захватывали и увозили в свои страны золото, платину, олово, медь, железо, лес, пушнину, моржовую кость, рыбу, зерно, скот, птицу, паровозы и вагоны, пароходы и машины. В период с ноября 1918 до весны 1919 года А. В. Колчак и П. В. Вологодский отправили в США, Великобританию, Францию, Японию 8898 пудов золота. По словам П. В. Вологодского радикальное офицерство готово было отдать «целые куски русской территории». Интервенты и колчаковцы привели хозяйство восточных районов России к полному развалу.
В апреле 1919 года началось контрнаступление Красной Армии на Восточном фронте. В июле — августе 1919 года Красная Армия под командованием М. В. Фрунзе освободила от колчаковцев Урал и оттеснила их в Западную Сибирь. Адмирал Колчак и члены его правительства были объявлены Советской властью вне закона. Летом 1919 года руководители войск Антанты почувствовали, что объединённый поход интервентов и белогвардейцев против России не дал желаемых результатов. Осенью 1919 года продолжилось быстрое продвижение Красной Армии в Западную Сибирь. 14 ноября советские войска заняли столицу «Белой России» — Омск. В декабре 1919 года Красная Армия при активном участии партизан завершила освобождение всей территории Западной Сибири. С углублением кризиса белого движения чехословаки дистанцировались от политики, проводимой колчаковцами и в своём меморандуме 13 ноября выразили желание об уходе из России и немедленного возвращения домой. Однако путь на восток был перекрыт отрядами красных партизан. В этой ситуации чехословацкое командование приняло решение об аресте и выдаче Верховного правителя адмирала Колчака эсеро-меньшевистскому Иркутскому политцентру в обмен на свободное продвижение их эшелонов во Владивосток. Чехословацкий корпус в России в боях с Красной Армией потерял 12 тысяч человек убитыми.
После краха Сибирского правительства нахождение американских экспедиционных сил на Дальнем Востоке стало бессмысленным. В январе—марте 1920 года генерал Грейвс, стремясь избежать потерь, а также в связи с осложнением отношений с атаманом Г. М. Семёновым и японскими экспедиционными войсками, по согласованию с правительство США эвакуировал американские части. Последние члены Американского экспедиционного корпуса, сам Грейвс и его штаб покинули Владивосток 23 апреля 1920 года. Потери американского Сибирского экспедиционного корпуса составили 170 человек убитыми и умершими от ран и болезней и 52 человека раненных.